# Johann Christian Schieferdecker
Johann Christian Schieferdecker (auch Schiefferdecker; * 10. November 1679 in Teuchern bei Weißenfels; † 5. April 1732 in Lübeck) war ein deutscher Kirchenmusiker, Organist und Komponist.

## Leben
Johann Christian Schieferdecker wurde als Sohn des in Zeitz gebürtigen Kantors und späteren Weißenfelser Hoforganisten Christian Schieferdecker († 1711) in Teuchern geboren. Sein Onkel war der unweit in Weißenfels geborene Theologe und Kirchenlieddichter Johann David Schieferdecker. Nach dem Besuch der Leipziger Thomasschule von 1692 bis 1697 studierte er an der Leipziger Universität, wo zwei seiner Opern aufgeführt wurden.
Sein Freund Reinhard Keiser, der ebenfalls aus Teuchern stammte, holte ihn 1702 als Cembalist an das Hamburger Opernhaus am Gänsemarkt, wo er mit Georg Bronner und Johann Mattheson zusammenarbeitete und u. a. die Oper Der Königliche Printz Regnerus (1702) revidierte, die schon 1701 in Weißenfels aufgeführt worden war. Zwei Jahre später wurde er zunächst Schüler, dann Assistent bei Dieterich Buxtehude an der Lübecker Marienkirche. Als Buxtehude im Mai 1707 starb, wurde Schieferdecker am 23. Juni 1707 sein Nachfolger. Um diese Stelle zu bekommen, musste er Anna Margareta Buxtehude, die 1675 geborene Tochter seines Vorgängers, heiraten. Johann Mattheson berichtete, dass diese Bedingung ihn selbst, Händel und Johann Sebastian Bach davon abgehalten hatte, sich um Buxtehudes Nachfolge zu bemühen. Schieferdeckers Nachfolger wurde Johann Paul Kunzen.
Schieferdeckers Ehe, aus der die Tochter Johanna Sophie hervorging, währte nur kurz, denn Anna Margareta starb zwei Jahre nach der am 5. September 1707 erfolgten Heirat.

## Ehrungen
Nach Schieferdecker wurde der Asteroid (7881) Schieferdecker benannt.

## Werk
Von Schieferdeckers sicher umfangreichem Werk ist sehr wenig erhalten. Fest steht, dass er den von Franz Tunder begonnenen und von Buxtehude an der Marienkirche fest etablierten Zyklus öffentlicher Konzerte, die Abendmusiken, weiterführte. Von seinen dafür komponierten Werken wie Der geduldige Creutz-Träger Hiob (1720) oder Der feurige Untergang Sodoms und Gomorrae (1721) sind lediglich die Textbücher für die Aufführungen der Jahre 1714 bis 1729 vorhanden. Von 1707 bis 1714 war der Jurist und Dichter Andreas Lange ihr Librettist, 1716 und 1717 war es Michael Christoph Brandenburg.
An weiteren Werken sind erhalten unter anderem die geistlichen Konzerte:
- Auf, auf, mein Herz, Sinn und Gemüte (Königliches Konservatorium Brüssel 899) für Bass, 2 Violinen, Viola da gamba und Cembalo
- Weicht, ihr schwartzen Trauerwolken (Brüssel, Königliches Konservatorium 900) für Bass, 2 Violinen, Viola da gamba und Cembalo
- Triumph, Triumph, Belial ist nun erleget (Brüssel, Königliches Konservatorium 901) für Bass, 2 Violinen, Viola da gamba und Cembalo
- In te Domine speravi (Staatsbibliothek Berlin Mus.ms. 30095, 1081) für Tenor, Violine und Basso continuo
- XII. Musicalische Concerte, bestehend aus etlichen Ouverturen und Suiten. Hamburg 1713 (Wiesentheid, Musiksammlung der Grafen von Schönborn-Wiesentheid), für 3 Violinen, Viola, 3 Oboen, Fagott und Basso continuo.

sowie Orchesterouvertüren und -suiten.

## Aufnahmen
- Geistliche Konzerte: Triumph, Triumph, Belial ist nun erleget; Auf, auf, mein Herz, Sinn und Gemüte; In te Domine speravi; Weicht, ihr schwarzen Trauerwolken. Klaus Mertens, Hamburger Ratsmusik, Simone Eckert. Carus-Verlag, 2012.
- [Auswahl der Concerte Nr. 1, 5, 6, 8, 10 und 13:] Musicalische Concerte (Hamburg 1713). Elbipolis Barockorchester Hamburg. Challenge Classics, 2011.